# Lindmania
Lindmania là một chi thực vật có hoa trong họ Bromeliaceae.